# Larkin State Park Trail
Larkin State Park Trail (auch: Larkin State Bridle Trail) ist ein State Park im US-Bundesstaat Connecticut auf dem Gebiet der Gemeinden Southbury, Oxford, Middlebury und Naugatuck.

## Verlauf
Der Rail trail folgt der Trasse der ehemaligen New York and New England Railroad. Heute wird er bevorzugt als Reitweg (Bridle Trail) genutzt. Der Weg ist 16,6 km (10,3 mi) lang; im Osten beginnt er an Whittemore Glen State Park und führt mit mehreren Bögen nach Norden in südwestlicher Richtung bis zur Kettletown Road in Southbury. Die Eisenbahntrasse führt durch hügeliges Gelände und überquert eine ganze Anzahl von Flüssen und Bächen. Mit 3 % Steigung gehörten die Strecken zu den Strecken mit dem größten Gefälle in Connecticut. 
Zu den Gewässern, die der Weg passiert, gehören Pigeon Brook mit dem Barbers Pond, Bradley Brook, Long Meadow Pond, Jacks Brook und Little River.

## Geschichte
1880 wurde die Eisenbahnlinie von irische und italienische Einwanderern erbaut. Sie war bis in die 1930er Jahre in Betrieb. Neben Personenverkehr und Fracht wurde vor allem Milch zur Molkerei transportiert. 1943 erwarb Charles L. Larkin das Stück der Bahntrasse, dass heute als State Park ausgewiesen wurde. Er bestimmte, dass ein Reitweg eingerichtet würde.